# Гипотезы о существовании планеты между Марсом и Юпитером
Гипотезы о существовании планеты между Марсом и Юпитером неоднократно выдвигались в истории астрономии. К середине XIX века стало известно, что между Марсом и Юпитером находится скопление объектов всевозможных размеров, преимущественно неправильной формы, называемых астероидами или малыми планетами. Одно из возможных объяснений существования пояса астероидов — это распад на части некогда существовавшей между Марсом и Юпитером планеты. Данная теория не является общепризнанной. В настоящее время гипотезы о существовании планеты между Марсом и Юпитером являются основной альтернативой модели Ниццы в объяснении поздней тяжёлой бомбардировки. Представления о существовании такой планеты также фигурируют в научно-фантастической литературе.

## Ранние предположения и правило Тициуса — Боде
Первым предположение о существовании планеты между Марсом и Юпитером высказал Иоганн Кеплер в 1596 году. Он основывался на том, что между орбитами Марса и Юпитера есть большое пустое пространство.
В 1766 году была сформулирована эмпирическая зависимость, приблизительно описывающая расстояния планет от Солнца, получившая название правила Тициуса — Боде. Согласно правилу, ещё не открытая планета должна была находиться на расстоянии 2,8 а. е.

## Пояс астероидов
Когда в 1801 году была открыта Церера, она стала считаться пятой планетой Солнечной системы. Однако впоследствии были открыты ещё 3 астероида: Паллада (1802), Юнона (1804) и Веста (1807). Все они считались самостоятельными планетами, хотя и делившими общее орбитальное пространство согласно предсказанию закона Тициуса — Боде. С 1845 по 1851 год было открыто ещё 11 астероидов. К этому моменту астрономы стали классифицировать астероиды как малые планеты. Юпитер с этого момента вновь стал пятой планетой. В 2006 г. изменили понятие «планета», и Церера стала считаться карликовой планетой.

## Фаэтон
Одна из ранних попыток объяснить происхождение пояса астероидов была связана с существованием в прошлом планеты между Марсом и Юпитером, которая позже была разрушена. Учёные XIX века назвали эту планету «Фаэтон» в честь древнегреческого персонажа мифов. В пользу данной гипотезы свидетельствовали исследования химического состава астероидов: в них содержатся вещества, типичные для планет, в том числе вода в твёрдом агрегатном состоянии. Согласно лондонскому исследованию 1992 года, планета Фаэтон, если бы она существовала, находилась бы в зоне обитаемости Солнечной системы, на ней могла бы присутствовать атмосфера и вода в жидком виде, что могло бы привести к зарождению на ней жизни. 
Однако более поздние исследования опровергают эту гипотезу. Аргументами против являются очень большое количество энергии, необходимое, чтобы разрушить целую планету, крайне малая суммарная масса всех астероидов главного пояса, которая составляет лишь 4% массы Луны, и практическая невозможность формирования крупного объекта типа планеты в области Солнечной системы, испытывающей сильные гравитационные возмущения от Юпитера. Существенные различия химического состава астероидов также исключают возможность их происхождения из одного тела. Скорее всего, пояс астероидов является не разрушенной планетой, а планетой, которая так и не смогла сформироваться ввиду гравитационного влияния Юпитера и, в меньшей степени, других планет-гигантов.

## Планета V
Основываясь на результатах математического моделирования, учёные NASA Джон Чемберс и Джек Лиссо предположили, что 4 миллиарда лет назад между Марсом и астероидным поясом существовала планета с эксцентричной и нестабильной орбитой. Они связывают эту планету, которую назвали «Планета V», и её исчезновение с «поздней тяжёлой бомбардировкой» в катархее. Эти учёные предполагают, что пятая планета закончила существование, упав на Солнце. В отличие от предыдущей теории, образование пояса астероидов не связывается с этой планетой.